# 12-Stunden-Rennen von Sebring 1990

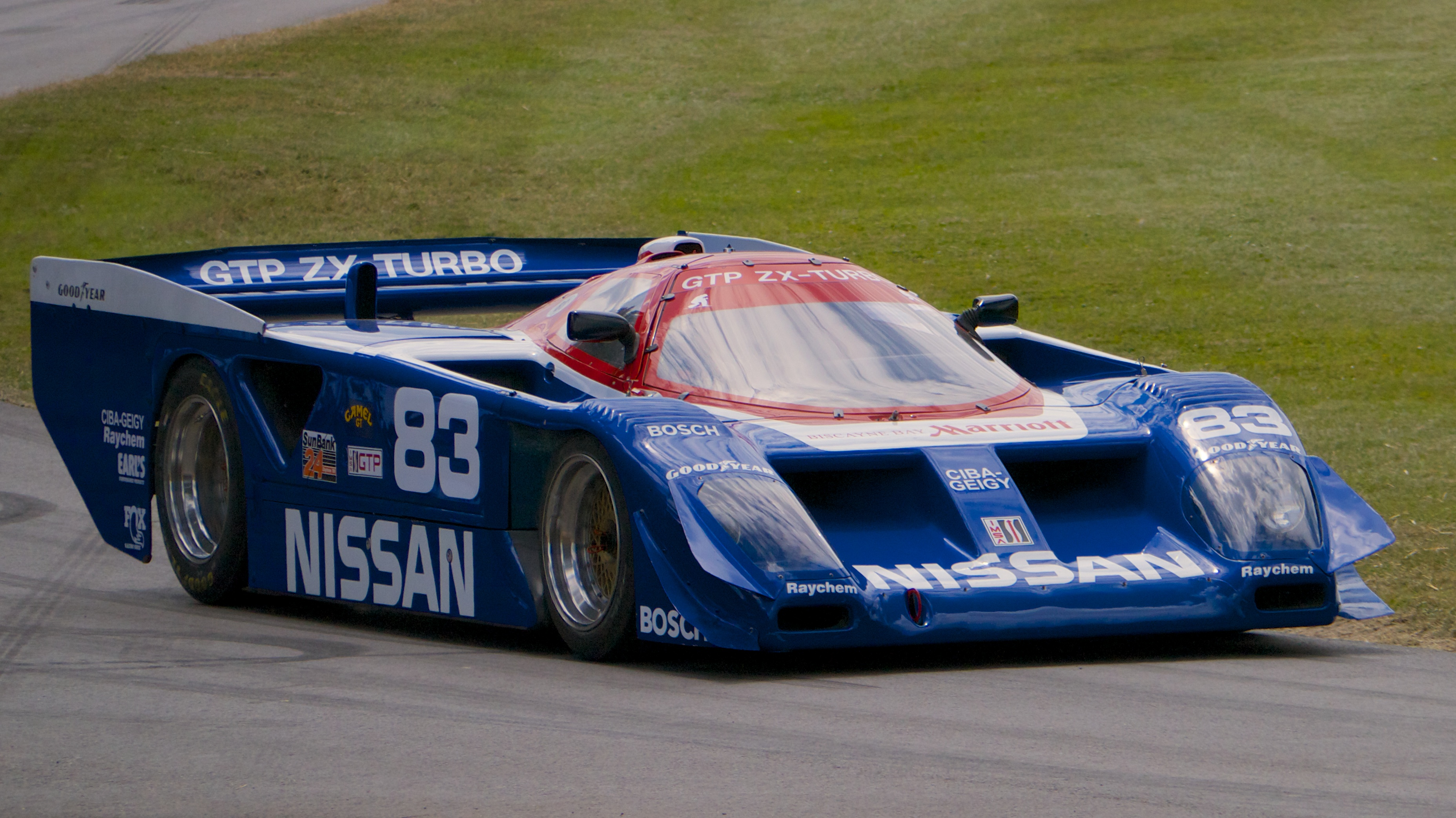
Wie im Vorjahr der Siegerwagen; Nissan GTP ZX-Turbo, diesmal gefahren von Derek Daly und Bob Earl

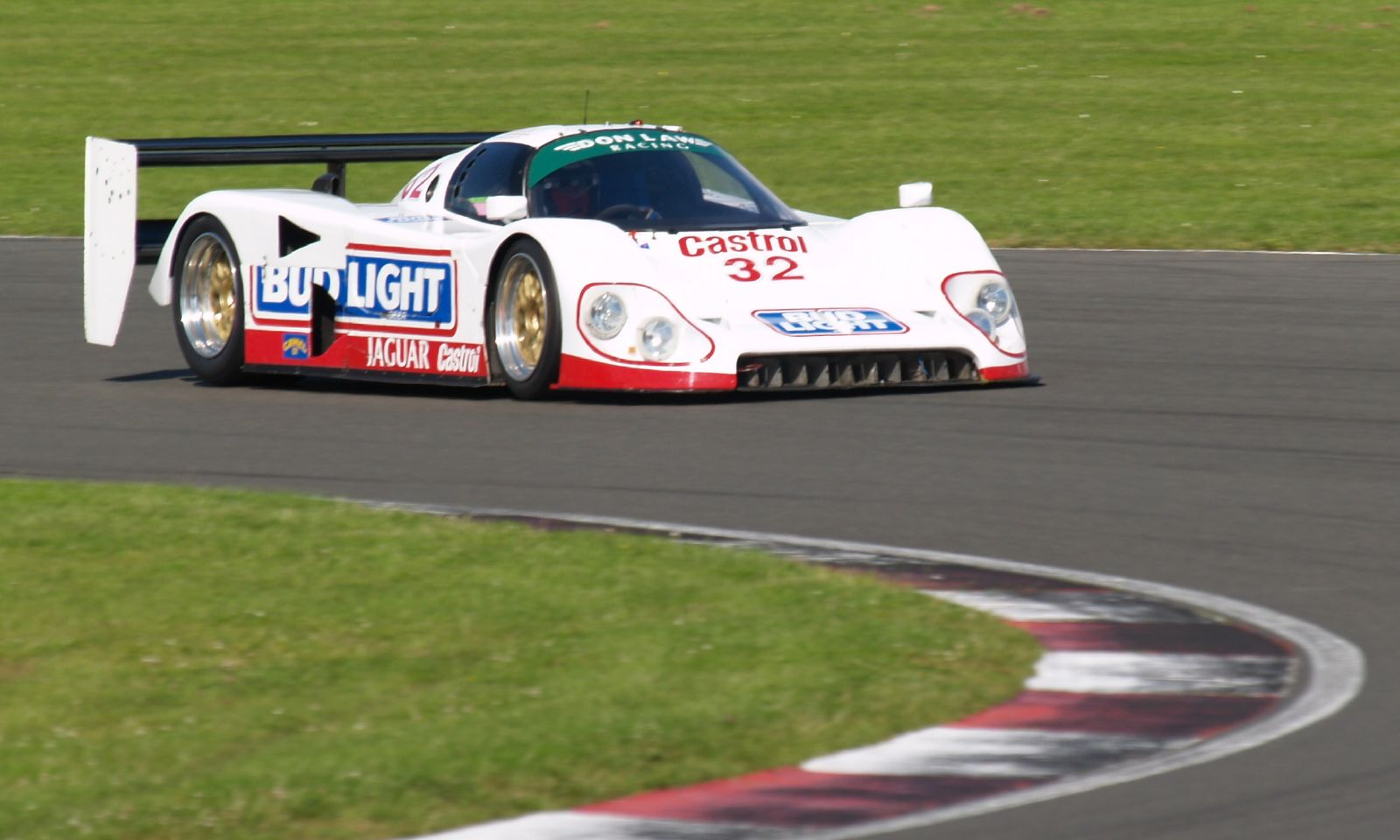
Jaguar XJR-12D

Das 38. 12-Stunden-Rennen von Sebring, auch The 38th Running of the 12 Hours of Sebring International Grand Prix of Endurance, Sebring International Raceway, fand am 17. März 1990 auf dem Sebring International Raceway statt und war der vierte Wertungslauf der IMSA-GTP-Serie dieses Jahres.

## Vor dem Rennen
Traditionell begann die IMSA-GTP-Saison mit dem 24-Stunden-Rennen von Daytona. Davy Jones, Jan Lammers und Andy Wallace siegten auf einem Jaguar XJR-12D. Die folgenden Rennen in Miami gewannen Geoff Brabham, Chip Robinson und Bob Earl (Nissan GTP ZX-Turbo, Großer Preis von Miami) und Steve Millen (Nissan 300ZX, 45-Minuten-Rennen von Miami).

## Das Rennen
Die steigenden Kosten im internationalen Sportwagensport wirkten sich auch auf das Teilnehmerfeld beim Langstreckenrennen von Sebring aus. Ohne die Unterstützung eines Fahrzeugherstellers bzw. zahlungskräftiger Sponsoren war es kaum mehr möglich, eine Saison in der IMSA-GTP-Serie zu finanzieren. Nur noch 49 Teams gingen ins Rennen. Dennoch zählte dieses Sebring-Rennen zu einem der spannendsten in seiner Geschichte. Im Laufe der 12 Stunden lagen sechs verschiedene Fahrzeuge in Führung, die 19 Mal wechselte. Im Ziel lagen zum ersten Mal bei dieser Veranstaltung die ersten drei platzierten Wagen innerhalb der Führungsrunde.
Wie so oft in Sebring wurde auch dieses Rennen erst bei Einbruch der Dunkelheit entschieden. Am Ende siegten Derek Daly und Bob Earl mit mehr als einer Minute Vorsprung auf ihre Teamkollegen Chip Robinson und Geoff Brabham (da Daly auch in diesem Wagen Abschnitte fuhr, stand er als Erster und Zweiter auf dem Siegerpodest). Für den inzwischen in den USA lebenden Daly, der in den späten 1970er- und frühen 1980er-Jahren bei insgesamt 48 Formel-1-Rennen am Start war, bedeutete der Sieg in Sebring den bis dahin größten Erfolg im internationalen Motorsport.

## Ergebnisse

### Schlussklassement
| 1               | GTP    | 83 | Nissan Performance Tech. | Derek Daly Bob Earl                                          | Nissan GTP ZX-Turbo               | 301 |
| 2               | GTP    | 84 | Nissan Performance Tech. | Derek Daly Chip Robinson Geoff Brabham                       | Nissan GTP ZX-Turbo               | 301 |
| 3               | GTP    | 61 | Castrol Jaguar Racing    | Davy Jones Jan Lammers Andy Wallace                          | Jaguar XJR-12D                    | 301 |
| 4               | GTP    | 10 | Hotchkis Racing          | John Hotchkis Jim Adams John Hotchkis junior                 | Porsche 962                       | 292 |
| 5               | GTP    | 67 | Busby Racing             | Kevin Cogan John Paul junior                                 | Nissan GTP ZX-Turbo               | 286 |
| 6               | GTO    | 15 | Roush Racing             | Robby Gordon Calvin Fish Lyn St. James                       | Lincoln Mercury Cougar XR-7       | 278 |
| 7               | Lights | 8  | Essex Racing             | Tom Hessert Charles Morgan                                   | Spice SE89P                       | 273 |
| 8               | GTO    | 11 | Roush Racing             | Dorsey Schroeder Max Jones                                   | Lincoln Mercury Cougar XR-7       | 270 |
| 9               | Lights | 55 | Huffaker Racing          | Bob Lesnett David Rocha Bruce Qvale                          | Spice SE86CL Pontiac Firebird GTP | 266 |
| 10              | GTU    | 95 | Leitzinger Racing        | David Loring Butch Leitzinger Chuck Kurtz                    | Nissan 240SX                      | 262 |
| 11              | Lights | 80 | Bieri Racing             | Martino Finotto Ruggero Melgrati Paolo Guatamacchi           | Spice SE89P                       | 261 |
| 12              | GTU    | 37 | Roger Mandeville         | Al Bacon Lance Stewart John Finger                           | Mazda MX-6                        | 248 |
| 13              | GTU    | 82 | Dick Greer Racing        | Dick Greer Mike Mees John Hogdal                             | Mazda RX-7                        | 240 |
| 14              | Lights | 32 | Spice Engineering USA    | Tomas Lopez Fermín Vélez Richard Piper                       | Spice SE90P                       | 239 |
| 15              | GTU    | 71 | Peter Uria Racing        | Peter Uria Jim Pace Bob Dotson                               | Mazda RX-7                        | 232 |
| 16              | Lights | 25 | Performance Tech         | Brent O’Neill Jean De La Moussaye Pepe Romero                | Argo JM19                         | 221 |
| 17              | GTU    | 00 | Full Time Racing         | Kal Showket Don Knowles Neil Hanneman                        | Dodge Daytona                     | 220 |
| 18              | GTU    | 38 | Roger Mandeville         | Kelly Marsh Al Bacon                                         | Mazda MX-6                        | 210 |
| 19              | GTO    | 22 | Gary Smith               | Gary Burnett Gary Smith Albert Ruiz                          | Chevrolet Camaro                  | 202 |
| 20              | GTO    | 87 | Anthony Puleo            | Anthony Puleo Kent Painter Ray Irwin                         | Chevrolet Camaro                  | 195 |
| 21              | GTU    | 09 | Huffaker Racing          | Huffaker Racing Juan Vento Luis Gordillo                     | Pontiac Fiero                     | 170 |
| 22              | GTU    | 70 | Rising Sun Racing        | Dave Russell Mick Robinson Bill Weston John Hofstra          | Mazda RX-7                        | 154 |
| 23              | GTO    | 04 | Henry Brosnaham          | Henry Brosnaham Steve Burgner Robert McElheny Angel Figueras | Chevrolet Camaro                  | 142 |
| Ausgefallen     |        |    |                          |                                                              |                                   |     |
| 24              | GTP    | 0  | Joest Racing             | Louis Krages Henri Pescarolo Bob Wollek                      | Porsche 962C                      | 261 |
| 25              | GTP    | 17 | Dauer Racing             | Raul Boesel Hans-Joachim Stuck                               | Porsche 962C                      | 246 |
| 26              | GTP    | 33 | Spice Engineering USA    | Bernard Jourdain Tommy Kendall Albert Naon                   | Spice SE90P                       | 222 |
| 27              | GTU    | 57 | Kryderacing              | Reed Kryder Alistair Oag Frank Del Vecchio                   | Nissan 300ZX                      | 215 |
| 28              | GTO    | 1  | Downing Atlanta          | Pete Halsmer Elliott Forbes-Robinson John Morton             | Mazda RX-7                        | 209 |
| 29              | GTP    | 98 | All American Racers      | Drake Olson Juan Manuel Fangio II                            | Eagle HF89                        | 199 |
| 30              | Lights | 40 | Bieri Racing             | Uli Bieri John Graham David Tennyson                         | Tiga GT286                        | 195 |
| 31              | GTP    | 99 | All American Racers      | Rocky Moran Willy T. Ribbs                                   | Eagle HF89                        | 185 |
| 32              | GTP    | 2  | René Herzog              | Hurley Haywood René Herzog Scott Schubot                     | Porsche 962                       | 151 |
| 33              | Lights | 9  | Essex Racing             | Howard Katz Ferdinand de Lesseps Jay Cochran                 | Spice SE89P                       | 150 |
| 34              | GTO    | 63 | Downing Atlanta          | Jim Downing Amos Johnson John O’Steen                        | Mazda RX-7                        | 137 |
| 35              | GTU    | 07 | Full Time Racing         | Mike Davies Stu Hayner                                       | Dodge Daytona                     | 103 |
| 36              | GTO    | 29 | Overbagh Racing          | E. J. Generotti Mark Montgomery                              | Chevrolet Camaro                  | 102 |
| 37              | Lights | 79 | Whitehall Motorsports    | Ken Knott Marty Hinze Kenper Miller                          | Spice SE87L Pontiac Firebird      | 98  |
| 38              | GTO    | 12 | Overbagh Racing          | Don Arpin Rex Ramsey Mark Montgomery                         | Pontiac Firebird                  | 91  |
| 39              | GTO    | 21 | Craig Rubright           | Craig Rubright Kermit Upton                                  | Chevrolet Camaro                  | 86  |
| 40              | GTP    | 86 | Bruce Leven              | Bob Wollek Dominic Dobson Sarel van der Merwe                | Porsche 962C                      | 65  |
| 41              | GTO    | 74 | 74 Hunting Ranch         | George Robinson Johnny Unser Paul Dallenbach                 | Ford Mustang                      | 61  |
| 42              | GTP    | 60 | Castrol Jaguar Racing    | Price Cobb John Nielsen                                      | Jaguar XJR-12D                    | 56  |
| 43              | GTU    | 90 | Louis D’Agostino         | Louis D’Agostino Steve Kelton                                | Mazda RX-7                        | 49  |
| 44              | GTU    | 50 | Rudy Bartling            | Rudy Bartling Werner Frank Fritz Hochreuter                  | Porsche 911                       | 45  |
| 45              | GTP    | 23 | DSR Motorsports          | Bill Adam Scott Harrington David Seabroke                    | Porsche 962 GTi                   | 39  |
| 46              | GTU    | 48 | Red Line Racing          | Mike Graham Cameron Worth Alan Crouch                        | BMW 325i                          | 31  |
| 47              | Lights | 01 | Racecraft International  | George Sutcliffe Richard Jones Michael Dow                   | Spice SE87L                       | 24  |
| 48              | Lights | 58 | Gary Wonzer Racing       | Bill Bean Gary Wonzer Bruce Westcott                         | Lola T616                         | 14  |
| 49              | GTU    | 26 | Alex Job                 | Chris Kraft Alex Job Jack Refenning                          | Porsche 911                       | 14  |
| Nicht gestartet |        |    |                          |                                                              |                                   |     |
| 50              | Lights | 4  | S & L Racing             | Linda Ludemann Scott Schubot                                 | Spice SE88P                       | 1   |
| 51              | GTP    | 16 | Dyson Racing             | James Weaver Scott Pruett                                    | Porsche 962C                      | 2   |
| 52              | GTP    | 20 | Consulier                | Chet Fillip Ron Cortez Bruce MacInnes                        | Consulier GTP                     | 3   |
| 53              | GTO    | 45 | Jack Boxstrom            | Jack Boxstrom                                                | Pontiac Firebird                  | 4   |
| 54              | GTU    | 77 | Juan Negron              | Juan Negron Daniel Urrutia Luis Sereix                       | Mazda RX-7                        | 5   |
| 55              | GTP    | 91 | Consulier                | Rick Titus Bruce MacInnes Chet Fillip                        | Consulier GTP                     | 6   |

1 Wagenbrand im Training
2 zurückgezogen
3 nicht gestartet
4 Unfall im Training
5 Unfall im Training
6 nicht gestartet

### Nur in der Meldeliste
Hier finden sich Teams, Fahrer und Fahrzeuge, die ursprünglich für das Rennen gemeldet waren, aber aus den unterschiedlichsten Gründen daran nicht teilnahmen.
| Pos. | Klasse | Nr. | Team             | Fahrer                                    | Chassis          |
| ---- | ------ | --- | ---------------- | ----------------------------------------- | ---------------- |
| 56   | GTU    | 06  | Full Time Racing | Mike Davies                               | Dodge Daytona    |
| 57   | Lights | 19  | Denon America    | David Tennyson Chris Clarke Calvin Fish   | Spice SE90P      |
| 58   | GTO    | 44  | Les Delano       | Craig Carter Andy Petery Les Delano       | Chevrolet Camaro |
| 59   | GTO    | 53  | Hi-Tech Coating  | Richard McDill Bill McDill Jim Burt       | Chevrolet Camaro |
| 60   | Lights | 64  | Carl Seaberg     |                                           | Spice SE89P      |
| 61   | GTU    | 79  | Huffaker Racing  | Julian Gutierrez Juan Vento Luis Gordillo | Pontiac Fiero    |

### Klassensieger
| Klasse | Fahrer       | Fahrer           | Fahrer        | Fahrzeug                    | Platzierung im Gesamtklassement |
| ------ | ------------ | ---------------- | ------------- | --------------------------- | ------------------------------- |
| GTP    | Derek Daly   | Bob Earl         |               | Nissan GTP ZX-Turbo         | Gesamtsieg                      |
| Lights | Tom Hessert  | Charles Morgan   |               | Spice SE89P                 | Rang 7                          |
| GTO    | Robby Gordon | Calvin Fish      | Lyn St. James | Lincoln Mercury Cougar XR-7 | Rang 6                          |
| GTU    | David Loring | Butch Leitzinger | Chuck Kurtz   | Nissan 240SX                | Rang 10                         |

### Renndaten
- Gemeldet: 61
- Gestartet: 49
- Gewertet: 23
- Rennklassen: 4
- Zuschauer: 33000
- Wetter am Renntag: windig und heiß
- Streckenlänge: 6,614 km
- Fahrzeit des Siegerteams: 12:00:41,932 Stunden
- Gesamtrunden des Siegerteams: 301
- Gesamtdistanz des Siegerteams: 1990,936 km
- Siegerschnitt: 165,751 km/h
- Pole Position: Chip Robinson – Nissan GTP ZX-Turbo (#84) – 1:55,767 – 205,687 km/h
- Schnellste Rennrunde: Geoff Brabham – Nissan GTP ZX-Turbo (#84) – 1:58,582 – 200,804 km/h
- Rennserie: 4. Lauf zur IMSA-GTP-Serie 1990